# Yếm thắng vật
Yếm thắng vật (giản thể: 厌胜物; phồn thể: 厭勝物; bính âm: Yàn shèng wù), yếm thắng thuật (giản thể: 厌胜术; phồn thể: 厭勝術; bính âm: Yàn shèng shù) hay trấn yểm (tiếng Trung: 镇魇) là việc yểm đất bằng bùa chú để phá đi mạch nước tốt trong đất, ngăn chặn vượng khí và gia tăng linh khí hay việc dùng thần chú để đạt được mục tiêu tốt hơn một người, sử dụng các đồ vật băng kim loại hoặc xương, bùa ngải, ác ma sao cho đúng ý người thực hiện. Đối tượng nguyền rủa hoặc kinh tởm là một vật phẩm trong tín ngưỡng dân gian và thường mang màu sắc tôn giáo.

## Từ nguyên
Yếm thắng là viết tắt của từ yếm nhi thắng chi (tiếng Trung: 厌而胜之; bính âm: Yàn ér shèng zhī, nghĩa đen là "tuy đầy đủ (yếm) nhưng vẫn muốn hơn/ được lợi (thắng)". Yếm thắng còn được hiểu là trấn yểm (giản thể: 镇魇; phồn thể: 鎮魘; bính âm: Zhèn yǎn hoặc trấn yếm giản thể: 镇厌; phồn thể: 鎮厭; bính âm: Zhèn yàn) trong đó "trấn" nghĩa đen là đè xuống và nghĩa rộng là áp chế, đàn áp, áp phục, canh giữ; "yểm" là giấu đi đồng nghĩa với ếm, ém, nghĩa đen là làm cho một đối tượng bị ếm, ém, yểm không phát triển được. Đây là một thuật ngữ trong phong thủy mô tả một phương pháp làm cho cái xấu, hoặc tốt không phát huy được. Tuy nhiên, "trấn" và "yểm" là hai khái niệm khác nhau. Trấn là đặt các vật khí phong thủy hiện hữu trên mặt đất và nhìn thấy được còn yểm là các vật đó được đem chôn dưới đất, được gói bọc kín.

## Tác dụng

### Tốt
Trong quá trình xây cất nhà cửa, mồ mả chúng ta có thể gặp những thế đất không tốt. Khi đó phải có những biện pháp để hóa giải. Một trong những cách hóa giải là dùng vật khí để trấn yểm. Tác dụng chung của trấn yếm là lấy sự tương khắc trong ngũ hành, khắc chế yêu ma, tà quỷ, hung thần ác ổ, trừ tà hóa sát, biến điều dữ (hung-兇) thành điều lành (cát-吉). Trong 247 thuật được ghi lại từ xưa thì có 10 thuật có thể giúp người trong nhà được hưng vượng, thậm chí thăng quan tiến chức, những thuật đó gọi là yếm thắng cát tường.
Chẳng hạn: Giấu một chiếc thuyền nhỏ trong phòng (ở giữa cột trụ và xà ngang), đầu thuyền hướng vào trong sẽ có lợi cho chủ nhà, đầu thuyền hướng ra ngoài sẽ phản tác dụng. Nói về chiếc thuyền, trong phong thủy hiện đại, người ta coi thuyền buồm vàng như một linh vật để chiêu tài vì có câu "thuận buồm xuôi gió".

### Xấu
Theo sách Hoàng đế trạch kinh (tiếng Trung: 黃帝宅經; bính âm: Huángdì zhái jīng) của tác giả Lý Thiếu Quân (tiếng Trung: 李少君; bính âm: Lǐshǎojūn), do đại đức Thích Minh Nghiêm soạn dịch, thuật trấn yểm vốn là một hành động phản kháng của giới thợ thủ công đối với những ông chủ. Theo sách này, vì thời xa xưa, địa vị của thợ thủ công rất thấp kém, nhiều ông chủ tự ý trấn áp, chiếm đoạt tiền công, bóc lột sức lao động của họ. Do phẫn uất, bất bình nên trong lúc làm việc họ dùng thuật yếm thắng báo thù. Họ chôn trong nhà vị chủ này một số vật phẩm gọi là trấn vật. Sau khi yếm thắng thì vận khí của cả gia đình sẽ biến đổi, nhẹ thì gia đình bất an, có người gặp nạn hoặc mắc vào kiện tụng, nặng thì mắc nhiều bệnh tật, gặp nạn hỏa hoạn, con cái phá phách, thậm chí gây phá sản, chết người.

## Phương pháp

### Vật dùng để yếm thắng
Một loại hình trấn yểm phổ biến là dùng phù lục thường do những người có công năng vẽ ra để dùng vào một mục đích cụ thể như trấn trạch, cầu an trừ tà, cầu tài lộc, chữa bệnh, v.v. Dân gian thường quan niệm sức mạnh và độ bền hoạt động của bùa chú phụ thuộc vào quyền năng của người vẽ.

### Tốt
Ngoài ra còn một số thuật yếm thắng cát tường nữa như: 
- Giấu một chiếc lá trong phòng sẽ có lợi về sự nghiệp học hành cho người ở trong đó.
- Để ít lúa mì trong phòng sẽ có lợi cho người ở về tài vận.
- Giấu một cành tùng, cành bách ở bất kỳ chỗ nào trong phòng có thể khiến người ở tăng thêm tuổi thọ.
- Giắt trên khe cửa một cây bút lông, người ở trong nhà sẽ tài giỏi, thông minh.
- Đặt ba lá trúc liên tiếp, viết mỗi lá một từ: Đại cát, bình an, thái bình rồi giấu trên nóc phòng có thể đem lại sự bình an cho cả gia đình.
- Đặt hai đồng tiền cổ lên hai đầu cột chính của xà nhà sẽ khiến cho người ở danh lợi vẹn cả đôi đường.
- Giấu một hộp mực, một cây bút lên một súc gỗ vuông có lợi cho người ở trên đường công danh thi cử. Điều này có lẽ xuất phát từ quan niệm bút nghiên là nghiệp học hành còn súc gỗ vuông là đại diện cho cái ấn, cái triện của quan lại.
- Trên tường vẽ hình một chiếc hồ lô sẽ khiến cho người ở giỏi chiêm tinh, bói toán, hoặc giỏi mỹ thuật.
- Trên cột trụ lớn trong nhà vẽ tấm lưới hoặc một túi đựng tiền, trên cửa vẽ một đôi hài người ở sẽ hanh thông trên đường công danh.

### Xấu
- Trong cột nhà đặt một bọc giấy trong có chiếc kim thì trong nhà nhất định chỉ được ở 7 người, nếu tăng thêm sẽ có người chết.
- Chôn sau nhà một thuyền nhỏ thì con gái gia chủ khó thoát khỏi cái chết, vợ gia chủ sẽ khó sinh nở.
- Giấu trên xà ngang của nhà một đôi đũa và một cái bát, con cháu đời sau sẽ lưu lạc ăn mày, tài sản sẽ thất tán.
- Chôn giữa phòng một khúc xương trâu hoặc bò sẽ khiến cho gia chủ nhà suốt đời nghèo khổ, khi chết cũng không có áo quan.
- Chôn trước cửa nhà ở một que củi quấn dây, vợ chồng, con cái gia chủ sẽ xung khắc, trong nhà ắt có người tử vong...

## Ở Việt Nam
Các hoạt động liên quan đến trấn yểm trong lịch sử Việt Nam phải kể đến các truyền thuyết như cột đồng Mã Viện được sử thần Ngô Sĩ Liên đề cập, theo sử sách ông có ghi chép cột đồng tương truyền dựng ở trên động Cổ Lâu thuộc Châu Khâm. Và nổi tiếng nhất trong giai thoại lịch sử Việt Nam như truyền thuyết Cao Biền trấn yểm long mạch thành Đại La. Đầu tiên là truyền thuyết Cao Biền trấn yểm núi Tản Viên, với việc sử dụng đến 8 vạn cái tháp bằng đất nung để trấn yểm, nhưng không thành. Tiếp theo là truyền thuyết Cao Biền dùng hơn 4 tấn sắt, đồng... chôn để trấn yểm đền Bạch Mã là nơi vị thần sông Tô Lịch trú ngụ. Cao Biền còn nhiều lần dựng đàn tràng, dùng 4 thứ kim loại gồm sắt, đồng, vàng, bạc và xương cốt cùng nhiều những cọc gỗ được đóng và nhiều thứ đồ cổ để trấn yểm nhiều nơi trên bờ sông Tô Lịch. Theo sử sách, Cao Biền đã đặt bùa trấn yểm tới 19 nơi dọc theo dòng sông này.
Ở Sài Gòn trước năm 1975 có hai công trình hình bát giác được cho là biểu tượng phong thủy để trấn yểm long mạch, đó là hồ Con Rùa, với rất nhiều giai thoại mang màu sắc huyền bí, ly kỳ xung quanh mà cho đến bây giờ khoa học vẫn chưa lý giải được hết.

## Cơ sở khoa học
Xét các phương pháp yếm thắng cả tốt lẫn xấu, những phương pháp yếm thắng cát tường còn có chút ít căn cứ hoặc gắn với những quan niệm về khoa danh, buôn bán. Còn các phương pháp để hại người như để bát đũa trên xà ngang hoặc chôn que củi quấn dây trước nhà mà có thể khiến cho chủ nhà bị sa sút đi ăn mày hoặc bất hòa với nhau thì vô lý, không có cơ sở khoa học. Nhìn nhận một cách khoa học là những người làm chủ mà đối xủ tệ bạc khiến người làm công bất bình phải tìm đến thuật yếm thắng thì bản thân họ đã hết phúc đức nên sớm muộn cũng gặp các quả báo. Bởi vậy điều quan trọng không phải do sức mạnh thần bí của yếm thắng mà do chính phúc đức của gia chủ đã không còn gì thì tai họa tự nhiên ập đến.

## Nhận xét của các chuyên gia
Chuyên gia phong thủy Phạm Cương: "Trấn yểm có mối liên hệ chặt chẽ với khoa học hiện đại. Bởi thực tế, trấn yểm chính là sự tổng hòa của tri thức kiến trúc, phong thủy, khoa học, tâm linh hòng tìm và phát huy cái tốt, trừ khử cái xấu để cuộc sống con người, xã hội phát triển ổn định hơn."
Tiến sĩ Nguyễn Hoàng Điệp, Giám đốc Trung tâm dịch thuật, dịch vụ Văn hóa và Khoa học – Công nghệ: "Trấn yểm không phải là điều mê tín mà nó đã tồn tại từ xa xưa gắn liền với lịch sử dân tộc. Nó có mối liên hệ rất chặt chẽ với khoa học hiện đại và cần được đào sâu nghiên cứu, phân tích, giải thích từng vấn đề. Làm được như vậy, chúng ta mới xóa bỏ những mơ hồ tâm linh để hướng tới thực tiễn khoa học mà trấn yểm mang lại."